# Пульвермахер, Люциан
Священник Эрл Люциан Пульвермахер (англ. Earl Lucian Pulvermacher), капуцин, (20 апреля, 1918 — 30 ноября 2009) — американский седевакантист, который был провозглашён папой Пием XIII Истинно-католической церкви в 1998 году. Истинно-католическая церковь (англ. True Catholic Church) — небольшая секта, адепты которой сосредоточены преимущественно в штате Монтана, Соединённые Штаты Америки.

## Ранняя жизнь
Пий XIII, в миру Эрл Пульвермахер (Earl Pulvermacher) родился 20 апреля 1918 года в семье Хюберта Пульвермахера и Сесилии Леренц. Был крещён 28 апреля 1918 года. После четырёх лет предсеминарии, года новициата, четырёх лет изучения философии и четырёх лет изучения теологии он даёт вечные обеты 28 августа 1942 года в монашеском ордене капуцинов. 5 июня 1946 года его возводят в сан священника.
В соответствии с традицией капуцинов выбирать себе другое имя, чтобы показать своё «отстранение от мира», он выбирает себе имя Люциан, что означает «освещающий путь». С осени 1947 года до конца 1948 года о. Люциан является викарием прихода св. Франциска в штате Милуоки, США. В конце 1948 года в качестве миссионера он выезжает на острова Амамиосима, где служит сначала в должности викария, а затем настоятеля прихода. В 1955 году он переезжает на остров Окинава, где служит до весны 1970 года. С конца 1970 до января 1976 года он является миссионером в Австралии.

## Католик-традиционалист
В январе 1976 года о. Люциан Пульвермахер покидает Австралию и орден капуцинов и начинает сотрудничество с традиционалистическими католическими организациями, оппозиционными решениям Второго Ватиканского Собора. Некоторое время сотрудничает с FSSPX. После разрыва с FSSPX (его родной брат, о. Карл Пульвермахер, вступает в FSSPX вскоре после разрыва отношений о. Люциана с этим обществом и до сегодняшнего дня является в нём священником) о. Люциан организовывает частные часовни в некоторых частях США, где служит Тридентскую мессу.

## Седевакантист
В середине 1990-х годов о. Люциан приходит к выводу, что римский понтифик Иоанн Павел II является масоном, а значит и его избрание папой в 1978 году является недействительным. Основываясь на этом, а также на том, что постановления Второго Ватиканского собора противоречат католической вере, он делает также вывод, что все послесоборные папы недействительны. То есть Павел VI, Иоанн Павел I и Иоанн Павел II физически занимают римский престол, но не являются истинными римскими понтификами. Папа Иоанн XXIII, созвавший Второй Ватиканский собор, через свою ересь также перестал быть католиком, а значит и папой. Таким образом, в соответствии с теорией о. Люциана Пульвермахера, престол св. Петра остаётся вакантным после смерти папы Пия XII в 1958 году.

## Псевдоконклав
В 1998 году было решено созвать конклав из консервативных католиков, причём как светских, так и клириков. Голосование должно было проводиться по телефону. Конклав начался 23 октября 1998 года в 13:00 и продолжался 24 часа. О. Люциан был единственным священнослужителем, кто претендовал на папство на этом конклаве. По его завершении папой был избран о. Люциан, который выбрал себе имя Пий XIII. Однако избранный Пий XIII оставался всё ещё священником. Поэтому сначала он возводит в «епископский» сан женатого австралийца Гордона Бэйтмана (англ. Gordon Bateman), который затем ставит в «епископы» папу Пия XIII. Это было началом образования истинно-католической церкви во главе с папой Пием XIII. «Епископ» Бэйтман был поставлен в кардиналы.
Ряды священнослужителей истинно-католической церкви пополнились 18 июня 2000 года женатым Робертом Лионом, который был возведён в сан «священника» папою Пием XIII. В скором времени дороги «кардинала» Бэйтмана и папы Пия XIII разошлись в разные стороны. Бэйтман осудил папу в том, что тот практиковал гадание с использованием маятника и пропагандировал это другим. Разорвав отношения с Пием XIII, Бэйтман присоединился к другому антипапе Михаилу I.
Умер Люциан Пульвермахер 30 ноября 2009 года.